# کازا گرانده
کاسا گرند (به انگلیسی: Casa Grande) شهری در شهرستان پاینال ایالت آریزونا است که در سرشماری سال ۲۰۱۰ میلادی، ۴۸٬۵۷۱ نفر جمعیت داشته است. کاسا گرند، به‌طور رسمی در تاریخ ۱۹۱۵ میلادی به‌عنوان یک شهر شناخته شد.